# Guyana vid världsmästerskapen i friidrott 2023
Guyana tävlade vid världsmästerskapen i friidrott 2023 i Budapest i Ungern mellan den 19 och 27 augusti 2023.

## Resultat
Guyanas trupp bestod av två idrottare.

### Herrar
Gång- och löpgrenar
| Idrottare         | Gren      | Inledande omgång | Inledande omgång | Försöksheat | Försöksheat | Semifinal  | Semifinal | Final            | Final            |
| Idrottare         | Gren      | Resultat         | Placering        | Resultat    | Placering   | Resultat   | Placering | Resultat         | Placering        |
| ----------------- | --------- | ---------------- | ---------------- | ----------- | ----------- | ---------- | --------- | ---------------- | ---------------- |
| Emanuel Archibald | 100 meter | 10,27            | 1 Q              | 10,20       | 3 Q         | 10,13 0PB0 | 6         | Gick inte vidare | Gick inte vidare |

### Damer
Gång- och löpgrenar
| Idrottare     | Gren      | Försöksheat | Försöksheat | Semifinal        | Semifinal        | Final            | Final            |
| Idrottare     | Gren      | Resultat    | Placering   | Resultat         | Placering        | Resultat         | Placering        |
| ------------- | --------- | ----------- | ----------- | ---------------- | ---------------- | ---------------- | ---------------- |
| Aliyah Abrams | 400 meter | 51,44       | 5           | Gick inte vidare | Gick inte vidare | Gick inte vidare | Gick inte vidare |